# نیلا آکاش
نیلا آکاش (به هندی: Neela Aakash) فیلمی محصول سال ۱۹۶۵ و به کارگردانی راجندرا باتیا است. در این فیلم بازیگرانی همچون درمندرا، مالا سینها، شاشیکالا، محمود علی ایفای نقش کرده‌اند.